# Костино (Серпуховский район)
Костино — деревня в Серпуховском районе Московской области. Входит в состав Данковского сельского поселения (до 29 ноября 2006 года входила в состав Бутурлинского сельского округа).

## Население
| 2002 | 2006 | 2010 |
| ---- | ---- | ---- |
| 11   | ↘6   | ↗24  |

## География
Костино расположено примерно в 10 км (по шоссе) на северо-восток от Серпухова, на левом берегу реки Речма (левый приток Оки), у восточной стороны автодороги Крым, высота центра деревни над уровнем моря — 159 м.

## Современное состояние
На 2016 год в деревне зарегистрировано 2 улицы и 4 садовых товарищества. Костино связано автобусным сообщением с райцентром и соседними населёнными пунктами.